# Iglesia de Santo Tomás Cantuariense (Dosbarrios)
La Iglesia de St. Tomás Cantuariense es un edificio religioso de culto católico ubicada en Dosbarrios (España).

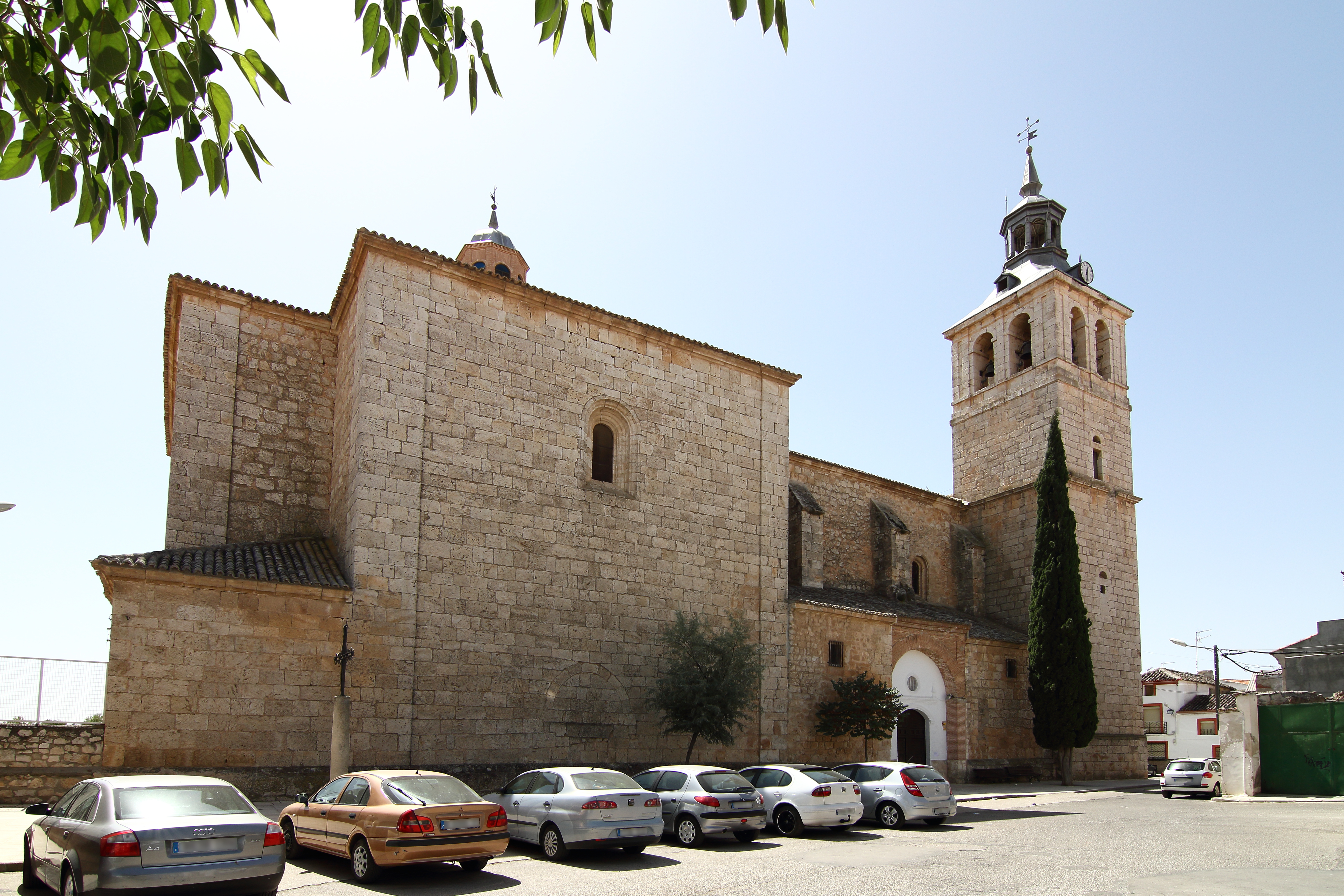
"Iglesia de St. Tomás Cantuariense vista desde la "Plazuela de la Iglesia".

## Construcción
En el mismo lugar se edificaba una iglesia del siglo XIII, que, debido al crecimiento de la población en el siglo XVI fue reconstruida para acoger a los nuevos fieles, posee una torre-campanario y por el aspecto de la fachada no parece que en su construcción se planeara una segunda torre como si pasó en la Catedral de Toledo.

La iglesia presenta una arquitectura típica del Renacimiento, por su estructura fuerte y arcos de medio punto, también presenta detalles de la Arquitectura herreriana.

## Patrimonio
En su interior se conservan algunas pinturas y esculturas, de las que destacan varias obras de Juan Correa de Vivar, uno de los pintores castellanos más importantes del Renacimiento. El Retablo Mayor, creado por un arquitecto de la familia Churriguera (creadores del estilo Churrigueresco) es otra de las obras más llamativas por su recubrimiento de pan de oro. También destaca el fresco de la bóveda que representa a los cuatro evangelistas que se cree que fue pintado por Claudio Coello.